# Štefanovce
Štefanovce es un municipio del distrito de Prešov en la región de Prešov, Eslovaquia, con una población estimada a final del año 2024 de 207 habitantes.
Se encuentra ubicado en el centro-sur de la región, en el valle del río Torysa (cuenca hidrográfica del río Tisza) y cerca de la frontera con la región de Košice.

## Demografía
| Año        | 1994 | 2004     | 2014    | 2024    |
| ---------- | ---- | -------- | ------- | ------- |
| Población  | 194  | 224      | 210     | 207     |
| Diferencia |      | +15,46 % | −6,25 % | −1,42 % |

| Año        | 2023 | 2024   |
| ---------- | ---- | ------ |
| Población  | 200  | 207    |
| Diferencia |      | +3,5 % |